# خاله خانم
خاله خانم یک مجموعه تلویزیونی محصول سال ۱۳۷۵ به کارگردانی منوچهر پوراحمد، نویسندگی و تهیه‌کنندگی می‌باشد که نوروز ۱۳۷۶ از شبکه ۱ پخش شد.
خاله خانم به همراه پسر و عروسش در یک خانه زندگی می‌کنند. خاله خانم عروسش را دوست ندارد و به خاطر همین با او بد رفتاری می‌کند. همایون مستأجر و خواهرزاده خاله خانم که از این رفتار ناراحت است نقشه‌ای طراحی می‌کند تا خاله خانم پی به اشتباهش ببرد …

## بازیگران
- داوود اسدی
- داوود رشیدی
- اصغر زمانی
- عباس محبوب
- اکبر عبدی
- مینا جعفرزاده
- مهدی میامی
- آناهیتا آزادپرور
- بهرام علیان
- مریم سلیمی
- حسین چنگی
- بهناز ایاز
- علیرضا آلادین
- عباس زارعیان
- امیر عرب